# Radenko Mijatović
Radenko Mijatović (tudi Rade Mijatović), slovenski gospodarstvenik, nogometni funkcionar in nekdanji nogometaš bosansko-srbskega rodu, 16. november 1963, Rađići, Skender-Vakuf, BiH

## Življenjepis

### Mladost
Rade Mijatović se je rodil in preživljal mladost v vasi Rađići v občini Skender-Vakuf (danes preimenovano v Kneževo) približno 40 km južno od Banja Luke v Bosni in Hercegovini. Vojaški rok v nekdanji Jugoslovanski ljudski armadi je služil v Ljubljani v vojašnici Ljubo Šercer za Bežigradom. V času služenja vojaškega roka je izkoristil ves prosti čas, da je obiskoval bližnji bežigrajski stadion, da si je lahko ogledal nogometne tekme nekdanje Olimpije. Prav tako je sodeloval v vojaški nogometni ekipi, kjer so se merili z ekipami iz drugih vojašnic.

### Poslovna pot
Po odsluženem vojaškem roku se je odločil ostati v Sloveniji. Poklicno pot je začel kot fizični delavec in sicer kot skladiščnik in nato kot voznik viličarja. Kmalu je napredoval do vodje skladišča, vodje financ, in finančnega direktorja. Med leti 2004 in 2005 je bil član uprave logaškega podjetja Valkarton in od leta 2006 do 2013 njegov predsednik uprave. Kasneje je bil član uprave in izvršni direktor za področje komercialnih tiskovin v podjetju Cetis iz Celja. Od leta 2019 je zaposlen, kot direktor v zasebnem podjetju MSIN v Ljubljani, prav tako je član upravnega odbora v Cetisu.
Ob delu se je stalno izobraževal na Ekonomski fakulteti v Ljubljani. In sicer je leta 1999 končal višješolski študij pod mentorstvom Vlada Dimovskega, leta 2001 visokošolskega pod mentorstvom Marka Hočevarja, leta 2007 specialistični študij, leta 2009 pa še magistrskega oboje pod mentorstvom Mateja Lahovnika.  

### Nogometna in sodniška kariera
Bil je amaterski nogometaš. Igral je za Litijo, Slavijo, Slovana, Ilirijo,  in Svobodo, osem let pa je igral po nižjih ligah v Avstriji, in sicer za Oberglan, Feistritz/Ros iz Bistrice v Rožu, DSG Ferlach iz Borovelj in Straßburg.  Po končani igralski karieri je postal sodnik. Sodil je na okrog 50 tekmah prve slovenske lige, bil je tudi mednarodni futsal sodnik, nato pa je bil kontrolor sojenja, član sodniške komisije pri NZS-ju. 

### Nogometno-funkcionarska kariera
Od leta 2009 je bil podpredsednik Nogometne zveze Slovenije, ter s tem tudi član njenega izvršnega odbora, ob tem pa tudi delegat na tekmah pod okriljem Uefe in predsednik komisije za profesionalni nogomet pri NZS. Bil je še član komisije NZS za sodniške zadeve in vodja strokovnega izobraževanja kontrolorjev ter kontrolor NZS. 
Predsednik NZS je od leta 2016, ko je z 23 proti 7 glasov premagal Matjaža Nemca. Leta 2020 je bil ponovno izvoljen, tokrat brez protikandidata, kar se je ponovilo tudi v letu 2024.